# Altheim (Oberösterreich)
Altheim  ist eine Stadtgemeinde in Oberösterreich im Bezirk Braunau am Inn im Innviertel mit 5055 Einwohnern (Stand 1. Jänner 2024).

## Geografie
Altheim liegt auf etwa 360 m ü. A. Höhe im Inntal am Rand des
Innviertler Hügellands, in der Talung der Mühlheimer Ache (Ach).
Die Ausdehnung des Gemeindegebiets beträgt von Norden nach Süden 6,9 km, von Westen nach Osten 5,9 km; die Gesamtfläche beträgt 22,6 km². Dabei erstreckt sich das Gemeindegebiet von der Altbach-Mündung und dem Burgstall 5½ km Richtung Südosten entlang der Ache bis kurz vor Polling und noch ein Stück den St. Veiter Bach hinauf, nordwärts bis an die Innviertelbahn, nordöstlich an den Geinberger Wald, und südwestlich den Altbach hinauf bis tief in den Gaugshamer Wald.
11,1 % der Fläche sind bewaldet, 74,3 % der Fläche sind landwirtschaftlich genutzt.

### Hauptort der Gemeinde: Stadt Altheim
Gemeindehauptort ist die Stadt Altheim. Sie liegt inmitten des Gemeindegebiets an der Mühlheimer Ache.
Der Kern der Stadt ist die Katastralgemeinde Altheim, die ursprüngliche Gemeinde Altheim bis 1938. Sie hat 44,38 Hektar. Sie erstreckt sich rechts und links der Ache und ein Stück flussabwärts über gut einen Kilometer.
Die beiden anderen Katastralgemeinden, Stern und Weirading umfassen Altheim vollständig.

### Gemeindegliederung
Katastralgemeinden sind Altheim, Stern und Weirading.

Die 15 Ortschaften sind:
| Altheim (Hauptort) Diepolding Englwertsham Gallenberg Gaugsham | Kling Lehen Lüfteneck Mauernberg Schwaig | Stern Wagham Weidenthal Weirading Wolfegg |

Eingemeindungen:
- 1939 vereinigten sich die Gemeinden Altheim und Sankt Laurenz zur Gemeinde Altheim.

### Nachbargemeinden
|                   | Mühlheim am Inn (Bez. Ried i.I.)            | Geinberg (Bez. Ried i.I.)                |
| Weng im Innkreis  | Kompassrose, die auf Nachbargemeinden zeigt |                                          |
| Moosbach Treubach | Roßbach                                     | Polling im Innkreis St. Veit im Innkreis |

Zur Ortschaft Altheim gehören noch die heute weitgehend eingewachsenen Orte, das sind das Dorf Sankt Laurenz, die Siedlung Muckenau und Oberach links der Ache, sowie Sankt Ulrich rechts, und Danglfing, einige abgelegenere Häuser, die sich nordwestlich gegen die Gemeindegrenze bei Stötting (Haltestelle Mühlheim der Innviertelbahn) erstrecken. Zusammen hat die Ortschaft 1300 Gebäude mit etwa 4200 Einwohnern. Diese Ortslagen werden als Altheim-Peripherie erfasst, einige Randlagen (60 Gebäude, 200 Einwohner) werden bei Altheim-Umgebung mitgezählt, sodass man die eigentliche Stadt mit rund 4000 Einwohnern angeben kann, das sind gut 4⁄5 der Gemeindebevölkerung.

### Nachbarortslagen, -orte, -ortschaften und -katastralgemeinden
| Stötting (O, Gem. Mühlheim a.I.) Danglfing Niederach (O, Gem. Mühlheim a.I.) | Gallenberg (O)                              | Weidenthal (O) Sankt Ulrich        |
| Burgstall (O, Gem. Weng i.I.) Pirath (Gem. Altheim u. O, Gem. Weng i.I.)     | Kompassrose, die auf Nachbargemeinden zeigt | Weirading (O u. KG) Mauernberg (O) |
| Muckenau Diepolding (O)                                                      | Sankt Laurenz Lehen (O) Stern (KG)          | Oberach Kling (O)                  |

Der zuständige Gerichtsbezirk ist der Gerichtsbezirk Braunau am Inn.
Zählsprengel sind Altheim-Zentrum (000), Altheim-Peripherie-N (001) und Altheim-Peripherie-S (003) für die Stadt selbst, und Altheim-Umgebung (002) für den Rest des Gemeindegebiets. Der entsprechende Zählsprengel Altheim-Zentrum umfasst über 300 Gebäude mit etwa 1000 Einwohnern.

## Geschichte

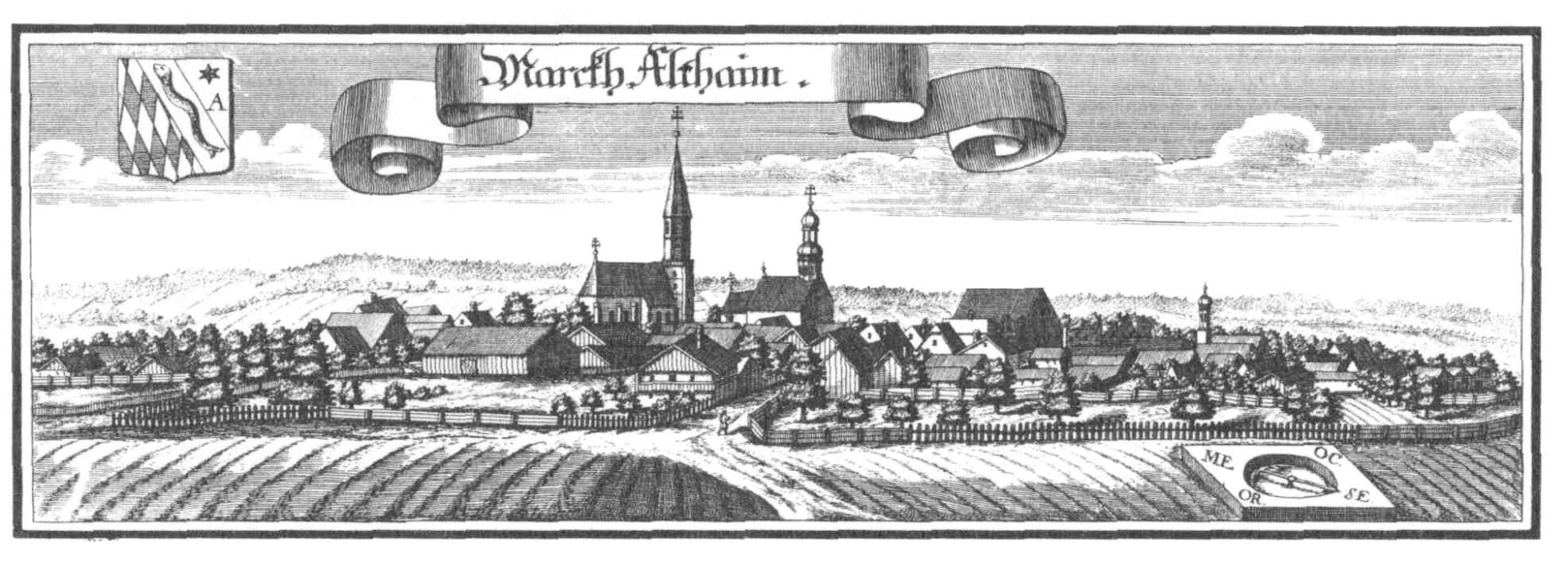
Panoramabild zum Markt Altheim nach einem Kupferstich von Michael Wening von 1721

Etwa 500 Jahre lang besiedelten die Römer die Provinz Noricum. Das Innviertel und besonders die Gegend um Altheim mit seinen flachen Urlandschaften, galten damals schon wegen seiner ausgeprägten Landwirtschaft, als die Kornkammer des Römischen Reiches in dieser Provinz. Von hier aus wurden die Lebensmittel für die Legionen produziert, die entlang des Limes stationiert waren.
Im Jahre 903 wird der Ort zum ersten Mal urkundlich erwähnt. Jahrhundertelang gehörte Altheim, wie das ganze Innviertel, zu Bayern. Am 6. Juli 1581 wurde Altheim durch Herzog Wilhelm V. von Bayern zum Markt erhoben.
Im Spanischen Erbfolgekrieg (1701–1714) wurde die Gegend kurzzeitig durch die Habsburger besetzt, doch während des Bauern- und Volksaufstandes 1705/1706 (Sendlinger Mordweihnacht) wurde es erneut wieder bairisch. Erst nach dem Bayerischen Erbfolgekrieg kam das Gebiet des heutigen Innviertel, damals Innbaiern genannt und damit auch Altheim durch den Frieden von Teschen 1779 zu Österreich.
Nach Schaffung der Ortsgemeinden 1848/49 wurden die Steuergemeinden Stern und Weirading zur Gemeinde Sankt Laurenz zusammengeschlossen (per 1. Januar 1851). 1938, als nach dem Anschluss allerorten in Österreich Großgemeinden gebildet wurden, vereinigten sich die Gemeinden Altheim und St. Laurenz zu einer Gemeinde (per 1. Januar 1939). Die Gemeinde wurde 2003 zur Stadt erhoben.

## Kultur und Sehenswürdigkeiten
In der Stadt:

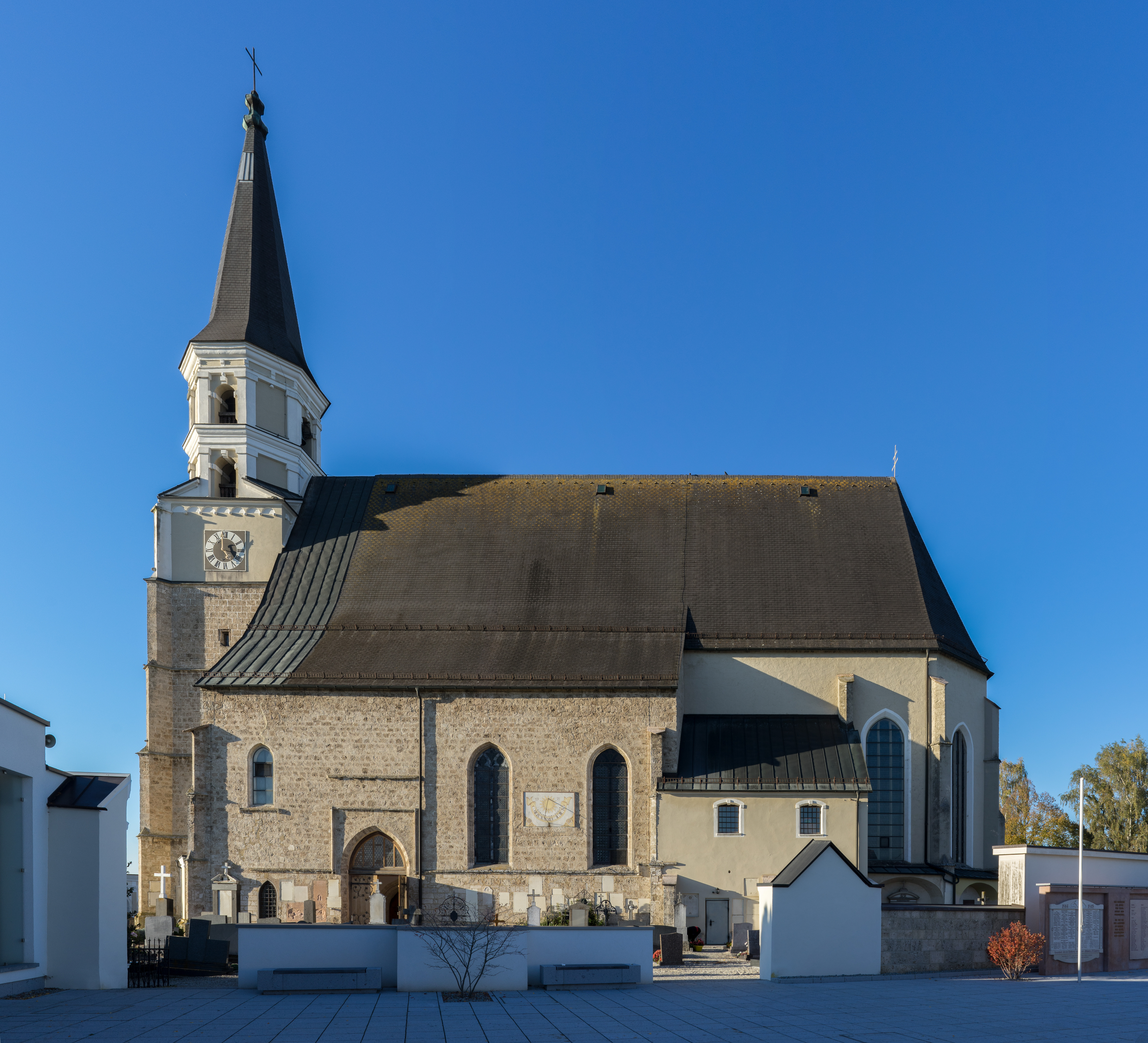
Pfarrkirche Altheim

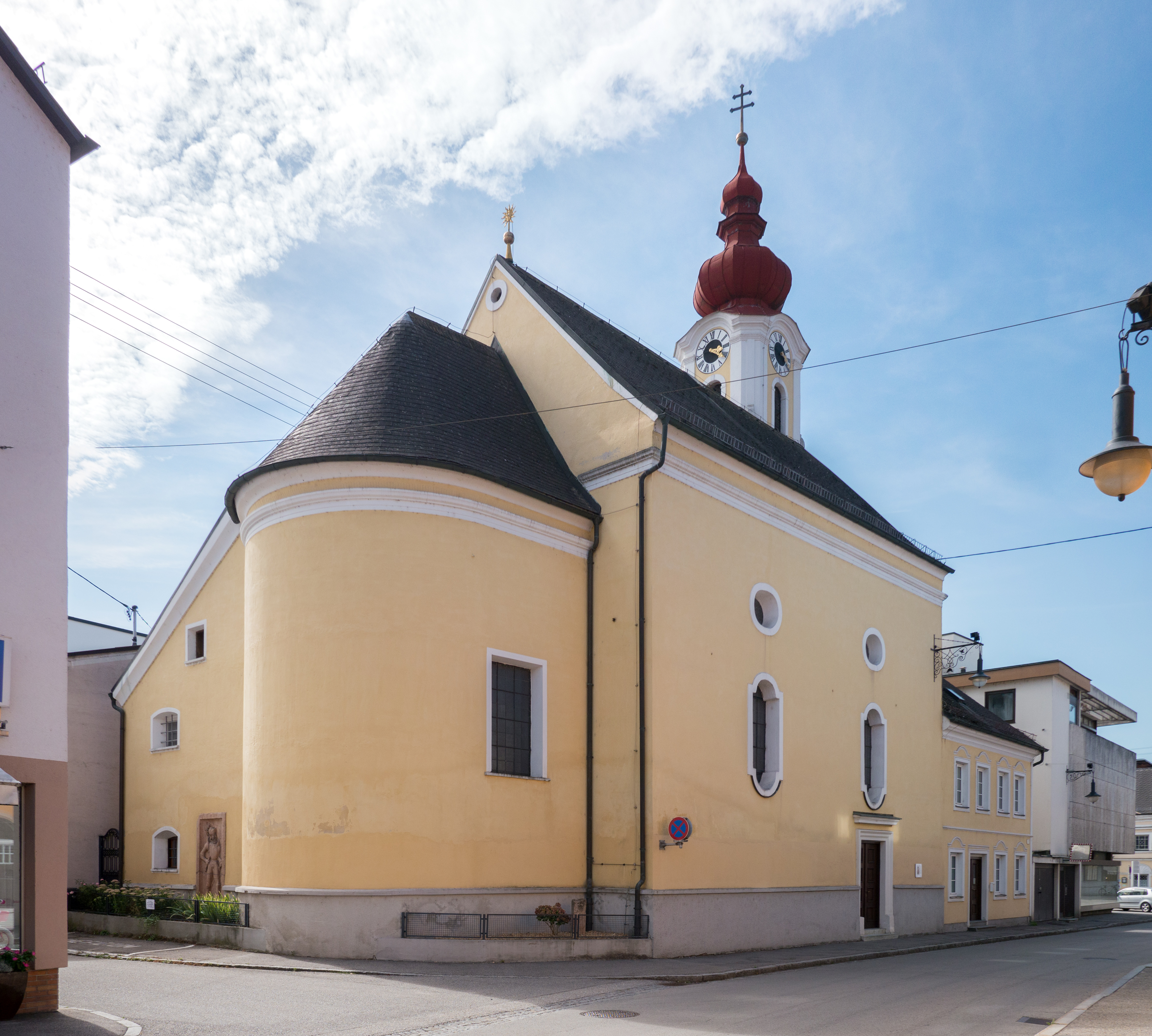
Marktkirche Altheim

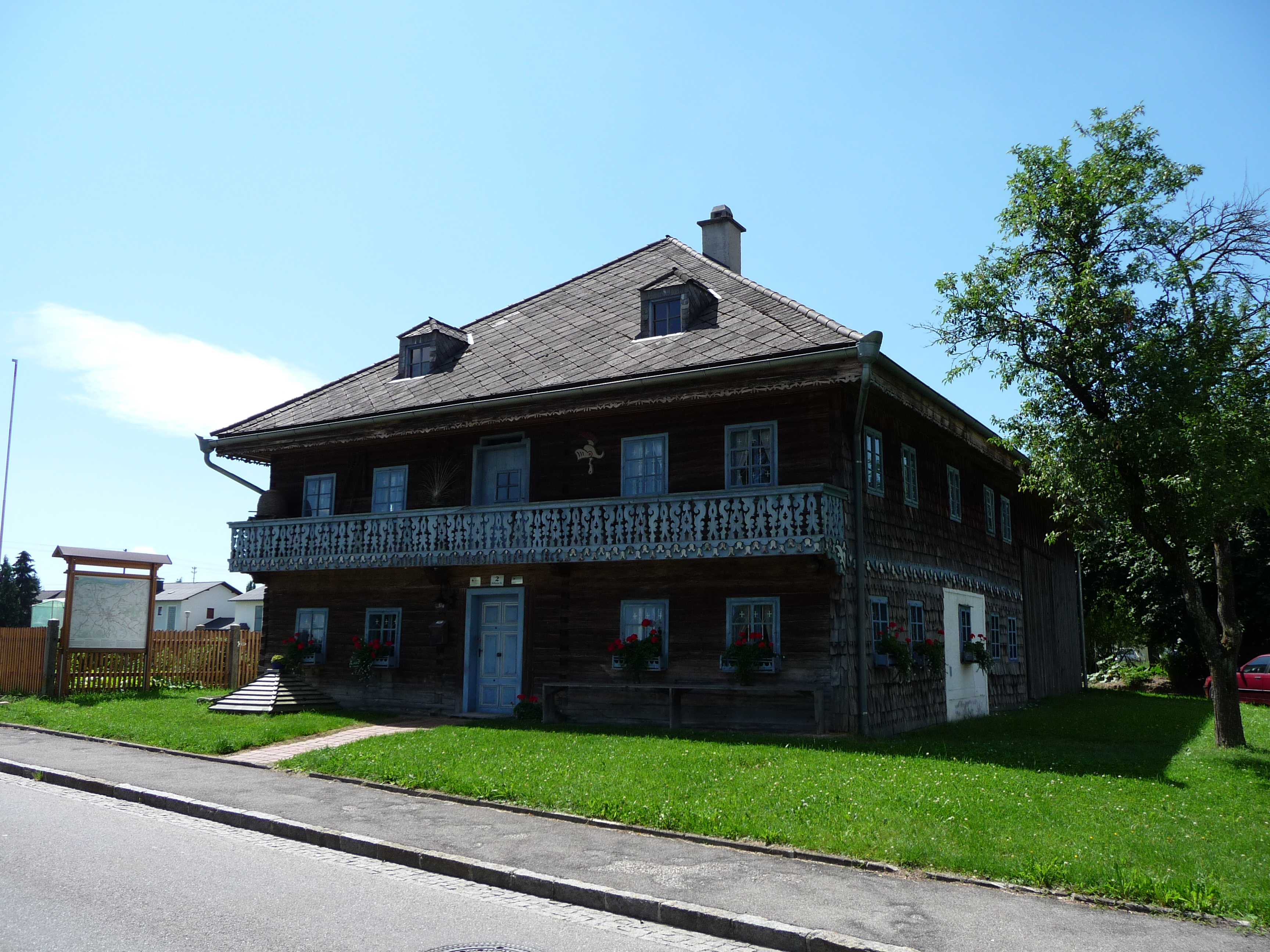
Ochzethaus

- Katholische Pfarrkirche Altheim hl. Laurentius
- Katholische Marktkirche Altheim hl. Sebastian: Rokoko-Madonna von Johann Peter Schwanthaler d. Ä. aus dem Jahr 1784
- Römer Erlebnismuseum: befindet sich im Ochzethaus.[3]

In den Umgebungsorten:
- Freilichtmuseum Weirading: Villa rustica, Rekonstruktion einer römischen Villa
- Das abgegangene Schloss Stern

### Naturdenkmal

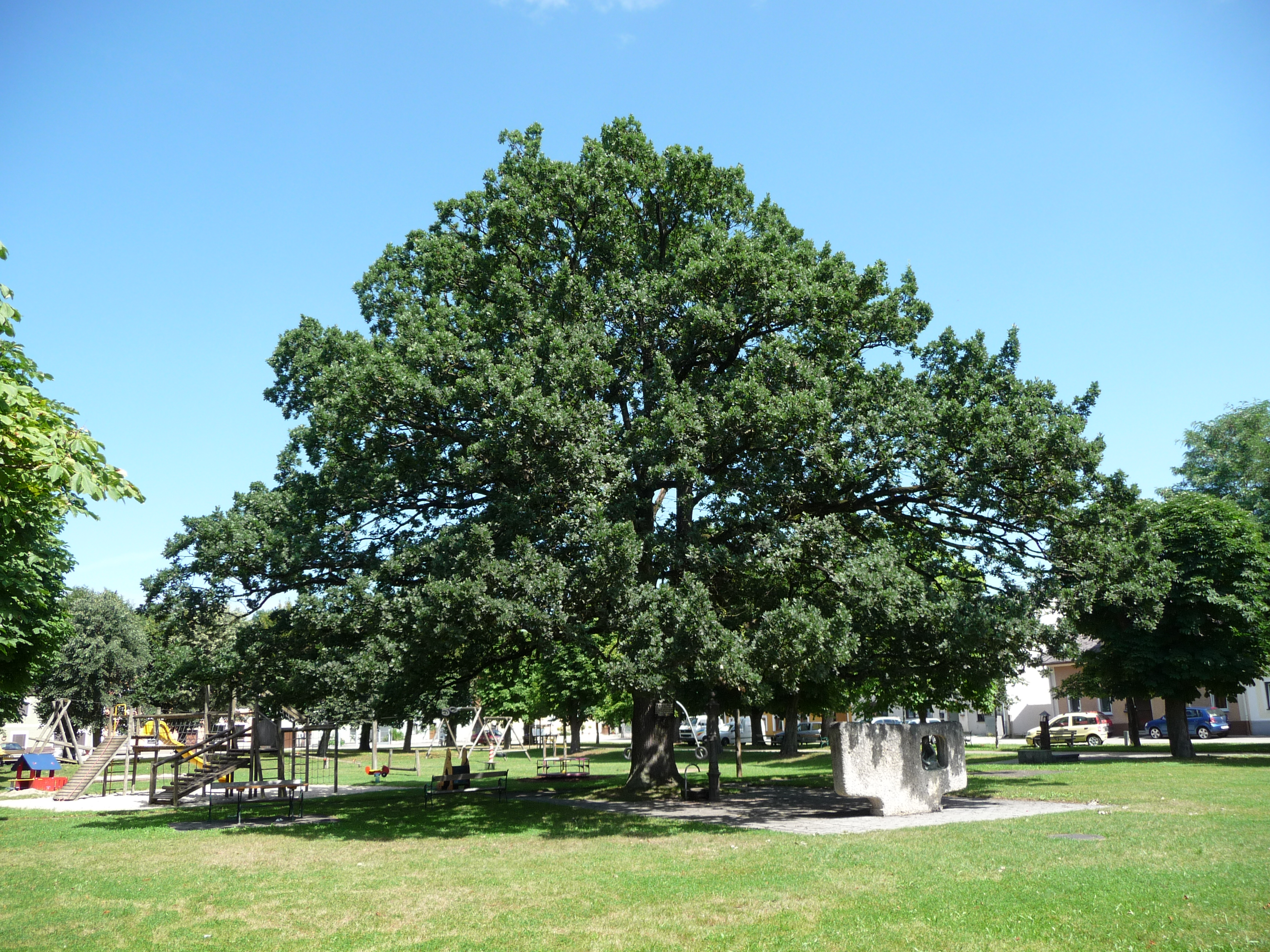
Weinlechner Eiche

- Weinlechner Eiche:  1899 gepflanzt, steht am Dr. Weinlechner Platz, nach dem gleichnamigen Chirurgen benannt

### Freizeit und Sport
- Alpenverein Altheim
- SK Altheim
- Tennisclub Altheim TCA
- Turnverein Altheim TVA
- URC Radwelt

### Radwanderweg
Altheim ist eine der Stationen entlang des Römerradweges und lädt zur Besichtigung eines rekonstruierten römischen Badehauses im historischen Ortsteil Weirading zu einem Zwischenstopp ein.

## Wirtschaft
Von den 62 landwirtschaftlichen Betrieben des Jahres 2011 wurden 25 im Haupterwerb betrieben. Diese bewirtschafteten zwei Drittel der Flächen. Im Produktionssektor waren jeweils fast dreißig Firmen mit der Herstellung von Waren und im Baugewerbe tätig. Mehr als zwei Drittel der Erwerbstätigen waren in der Warenherstellung beschäftigt. Die größten Arbeitgeber im Dienstleistungssektor waren die sozialen und öffentlichen Dienste und der Handel (Stand 2011).
| Wirtschaftssektor            | Anzahl Betriebe | Anzahl Betriebe | Erwerbstätige | Erwerbstätige |
| Wirtschaftssektor            | 2011            | 2001            | 2011          | 2001          |
| ---------------------------- | --------------- | --------------- | ------------- | ------------- |
| Land- und Forstwirtschaft 1) | 62              | 98              | 56            | 56            |
| Produktion                   | 63              | 59              | 948           | 1144          |
| Dienstleistung               | 271             | 154             | 909           | 864           |

1) Betriebe mit Fläche in den Jahren 2010 und 1999
In Altheim stellt seit 2001 das Projekt Tiefengeothermie Energie zur Wärme- und Stromerzeugung bereit.

## Politik
Der Gemeinderat hat 31 Mitglieder.

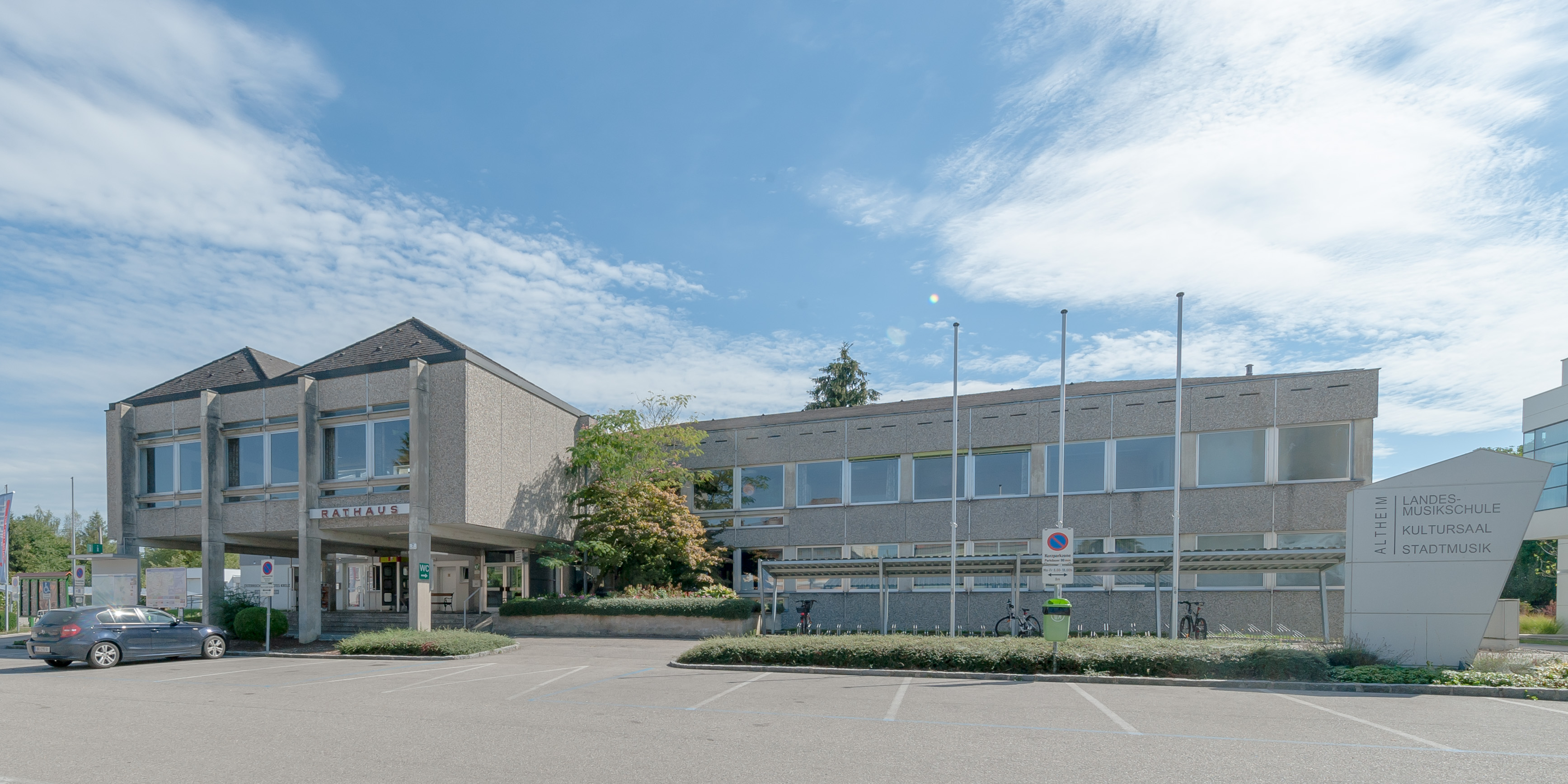
Neues Rathaus

- Mit den Gemeinderats- und Bürgermeisterwahlen in Oberösterreich 2003 hatte der Gemeinderat folgende Verteilung: 15 ÖVP, 13 SPÖ und 3 FPÖ.
- Mit den Gemeinderats- und Bürgermeisterwahlen in Oberösterreich 2009 hatte der Gemeinderat folgende Verteilung: 16 ÖVP, 10 SPÖ und 5 FPÖ.
- Mit den Gemeinderats- und Bürgermeisterwahlen in Oberösterreich 2015 hatte der Gemeinderat folgende Verteilung: 12 ÖVP, 12 FPÖ und 7 SPÖ.
- Mit den Gemeinderats- und Bürgermeisterwahlen in Oberösterreich 2021 hat der Gemeinderat folgende Verteilung: 11 FPÖ, 8 ÖVP, 5 SPÖ und 1 MFG.[7][8]

### Bürgermeister
- 1991–2021 Franz Weinberger (ÖVP)
- seit 2021 Harald Huber (FPÖ)[9]

### Wappen
| Wappen von Altheim | Blasonierung: „Von Blau und Rot schräg geteilt durch einen goldenen Wellenbalken, darin ein schwarz-grauer Aal; oben ein silberner, von einem ebensolchen Stern überhöhter Antiqua-Versalbuchstabe A; unten zwei silberne Pfähle.“ |
| Wappen von Altheim | Wappenbegründung: Das Wappen wurde Altheim 1581 anlässlich der Markterhebung von Herzog Wilhelm V. von Bayern verliehen. Das untere Feld zeigte ursprünglich die silbern-blauen bayerischen Rauten, die nach der Erwerbung des Innviertels durch Österreich durch die silbern-roten oberösterreichischen Pfähle ersetzt wurden. 1784 wurde das Wappen- und Siegelrecht von Kaiser Joseph II. bestätigt. Der Aal symbolisiert als redendes Wappen in volksetymologischer Deutung den Ortsnamen, der jedoch von „alt“ abzuleiten ist. Das mit einem Stern versehene A wurde bereits vor der Wappenverleihung in Gewerbesiegeln verwendet. Die silbern-roten Pfähle verdeutlichen die Zugehörigkeit zu Oberösterreich. Die Gemeindefarben sind Blau-Gelb-Rot. |

## Persönlichkeiten

### Söhne und Töchter der Gemeinde
- Johann Illner (1908–1943), Widerstandskämpfer (KPÖ), geboren in Sankt Laurenz
- Erich Wiesner (1927–2001), Industrieller (Wiesner Hager), Politiker (ÖVP)
- Hans Kreuzmayr (* 1945), Schlagersänger, Künstlername „Waterloo“
- Karl Öllinger (* 1951), Lektor, Journalist, Politiker (Die Grünen)
- Adelheid Dahimène (1956–2010), Schriftstellerin
- Reinhold Hintermaier (* 1956), Fußball-Nationalspieler
- Ante Bajic (* 1995), Fußballspieler

### Personen mit Bezug zur Stadtgemeinde
- Johann Georg Meindl (1682–1767), Freiheitskämpfer, Schützenobrist im bayerischen Volksaufstand 1705/06
- Josef Weinlechner (1829–1906), Kinderchirurg, „Pionier der Kinderchirurgie“